# Razisea villosa
Razisea villosa là một loài thực vật có hoa trong họ Ô rô. Loài này được Gómez-Laur. & Hammel miêu tả khoa học đầu tiên năm 1994.